# Second Avenue Subway
De Second Avenue Subway, afgekort SAS, is een in aanbouw zijnde metrolijntraject van de metro van New York waarvan het volledige traject in de borough Manhattan ligt. De lijn zal lopen in een tunnel onder Second Avenue van het station 125th street in het noorden in East Harlem tot Hanover Square in het zuiden in Lower Manhattan. De kosten van de aanleg van 13,7 km lange lijn bedragen naar verwachting 17 miljard dollar. Lijn Q maakt gebruik van een deel van de nieuwe lijn. Een nog in te stellen lijn T zal het volledige traject bedienen eens dit is afgewerkt.
De bouw is begonnen in 2007 hoewel sommige delen van de lijn al in de jaren '70 aangelegd zijn. De eerste drie stations, 72nd Street, 86th Street en 96th Street, alle drie gelegen in de Upper East Side wijk, zijn geopend op 1 januari 2017.

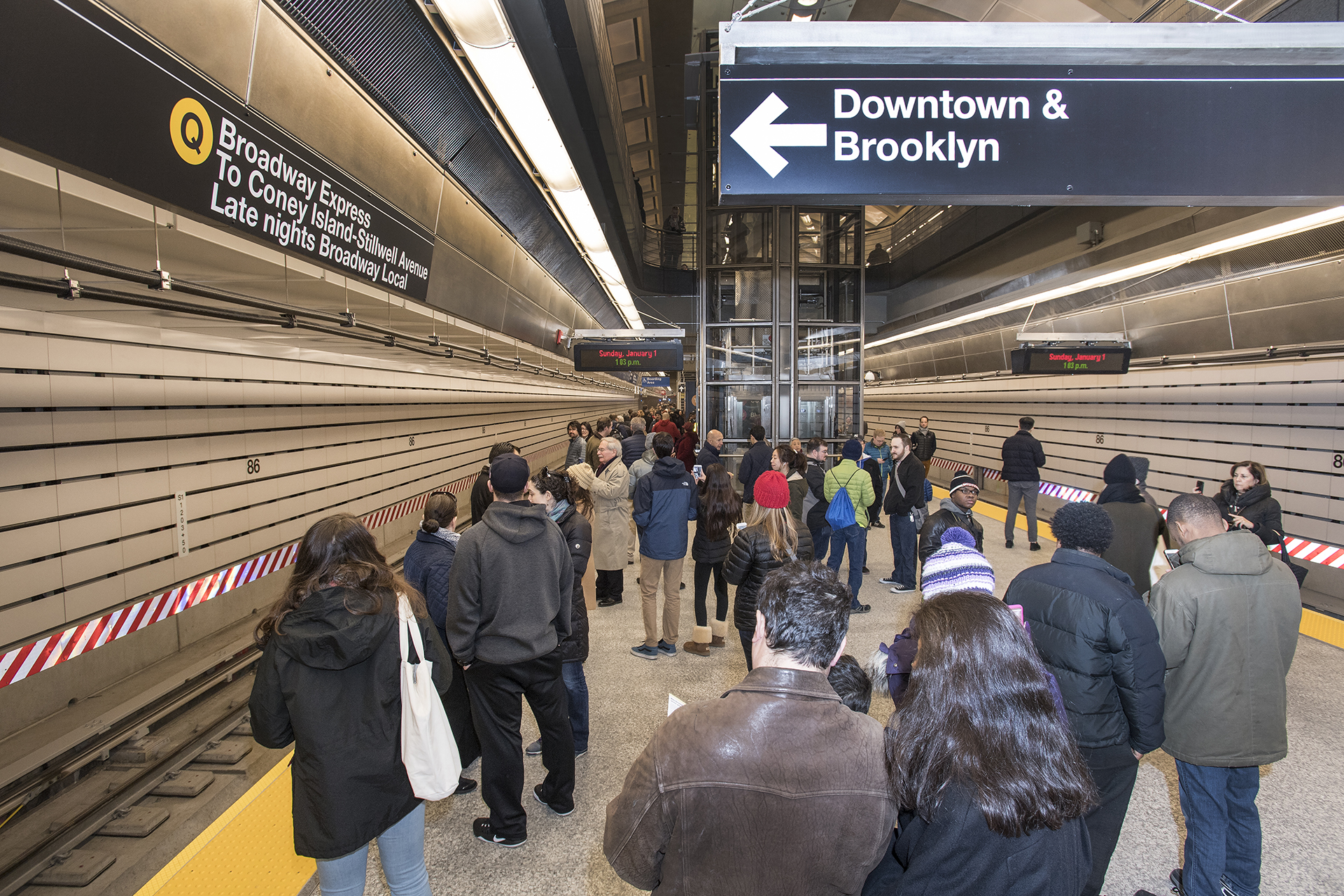
86th Street Station Second Avenue op de dag van de opening

Na de eerste fase is een tweede fase gepland die de voorlopige noordelijke terminus 96th Street in het noorden verbindt met 125th street. Deze fase zou voor 2030 afgewerkt moeten zijn. Een derde fase loopt verder zuidwaarts onder Second Avenue, ten zuiden van 72nd Street.  Wanneer deze derde fase is afgewerkt, wordt ook lijn T in gebruik genomen. In een vierde fase wordt dan het volledig geplande traject afgewerkt tot Hanover Square.
 ·  ·  ·  ·  ·  ·  ·  ·  · 